# لیتک ۵۰۱۵
سیارک ۵۰۱۵ (به انگلیسی: 5015 Litke، نامگذاری:1975VP) پنج هزار و پانزدهمین سیارک کشف شده‌است که در ۱ نوامبر ۱۹۷۵ کشف شد.
قدر مطلق سیارک برابر ۱۳٫۹۰ است.